# Inez van Eijk
Inez van Eijk (Amsterdam, 20 januari 1940) is een Nederlandse publiciste en schrijfster die bij het grote publiek vooral bekend werd door haar voorlichtende boeken over het mondeling en schriftelijk taalgebruik en over etiquette.

## Levensloop
- Na haar eindexamen in 1957 ging ze aan de indertijd zo geheten Gemeente Universiteit van Amsterdam medicijnen studeren, maar stapte na een jaar over op de studie Nederlandse taal- en letterkunde.
- 1962-1971: docente Nederlands (aan de driejarige HBS, later school voor havo in de Zocherstraat te Amsterdam)
- 1967: direct betrokken bij de oprichting van de actiegroep Man Vrouw Maatschappij (op initiatief van Joke Smit).
- 1971-1972: redacteur en van 1972-1974 hoofdredacteur van De Grote Spectrum Encyclopedie
- 1975-1985: docente Nederlands en conrector aan een school voor havo en Atheneum in Breukelen
- 1985-1989: medewerker afdeling marketing bij de Robeco Groep in Rotterdam; onder meer verantwoordelijk voor het magazine Safe en de activiteiten op het gebied van sponsoring, uitmondend in de Robeco Zomerconcerten.
- 1989-1990: Fondsredacteur bij uitgeverij Het Spectrum.
- 1990 - : Freelance publiciste en docent/trainer op het gebied van taalbeheersing en sociale vaardigheden, voor onder meer KPN, Generali (verzekeringen) en verschillende instituten voor opleiding en training;
- 1994: samenstelling en presentatie van de Teleac-cursus Etiquette

Inez van Eijk schreef een groot aantal artikelen voor allerlei kranten en tijdschriften. Haar publicaties in boekvorm zijn:

### Co-producties
- Honderd helden uit de Nederlandse literatuur, de Bijenkorf, 1985; met Rudi Wester; later bij Agathon
- Wegwijs in de psychiatrie, Boom, 1986; met H.J.C. Ras; 6e geheel herziene druk 2001
- Onder de wol, Contact, 1989; met Rudi Wester
- Bob's beregoeie manierenboek, de Bijenkorf,1990; met Gerrit de Jager
- De taal- en stijlgids, (onder pseudoniem Eva Lindeboom) Intermediair loopbaanbibliotheek, 1994; met Bert Edens
- Titulatuurgids, SDU, 1991; met G.H.A. Monod de Froideville e.a., 2e druk 1995
- Lieve engerd, de groetjes, Contact, 1992; met Marijn Backer; 2e druk 1993
- Seks voor beginners, Contact, 1995; met Willeke Bezemer
- Taaltips,(losbladige uitgave) 1993-1997; met Riemer Reinsma
- Eigenwijs, Piramide, 1998; met Mieke de Haan, illustraties
- Wereldwijd zakendoen; communiceren, netwerken, vergaderen, onderhandelen in negentien landen, Contact Business, 1999; met Eleonore Breukel, 2e druk 2000
- Eekhoorntje op lange weg; over het schrijven van korte verhalen en ander proza, Contact, 1999; met Egbert Warries
- Schrijf me!,  De Fontein, 2003; met Marijn Backer
- Alles over seks, Het Spectrum, 2004; met Willeke Bezemer
- Honderd helden uit de Nederlandse en Vlaamse literatuur, Prometheus, 2004; met Rudi Wester

### Bloemlezingen
- Kaas & Brood en Bikkelacht; ongeregelde studentenschrifturen 1953-1966, Thomas Rap, 1981
- .. en dromen in het gras, (poëziebloemlezing) Leopold, 1985
- Muzikaal verhaal; muziek in de Nederlandse literatuur, Agathon, 1988
- Amsterdam dus (poëziebloemlezing), Thomas Rap, 1991
- De beste taaltips, Samsom, 2000